# Energia libera di Gibbs standard di reazione
L'Energia libera di Gibbs standard di reazione, o più propriamente energia di Gibbs standard di reazione, è la variazione di energia di Gibbs che si ha in una reazione quando i reagenti sono completamente trasformati nei prodotti considerati nel loro stato standard.
{\displaystyle \Delta _{\mathrm {r} }G^{\circ }=G_{prodotti}^{\circ }-G_{reagenti}^{\circ }}
Lo stato standard è definito in vari modi a seconda dello stato fisico:
- per gas: comportamento ideale alla pressione standard {\displaystyle p^{\circ }=100\;\mathrm {kPa} };
- per liquidi e solidi puri: forma allotropica più stabile alla pressione standard {\displaystyle p^{\circ }};
- per specie in soluzione: condizioni di diluizione infinita e alla molalità standard {\displaystyle m^{\circ }=1\;\mathrm {mol} \,\mathrm {kg} ^{-1}}.

In genere, per comodità, si riportano i dati alla temperatura di 298 K, ma la definizione di stato standard non dipende dalla temperatura. Dunque il ΔG° può essere calcolato a qualsiasi temperatura.
Usualmente si preferisce esprime l'energia di Gibbs standard di reazione per quantità di sostanza, {\displaystyle \Delta _{\mathrm {r} }{\hat {G}}^{\circ }}, e la sua unità di misura, nel SI, è {\displaystyle [\mathrm {J} \,\mathrm {mol} ^{-1}]}.

## Derivazione
L'energia di Gibbs è definita come:
{\displaystyle G=H-TS}
dove H è l'entalpia, S l'entropia e T la temperatura. Differenziando questa espressione si ottiene:
{\displaystyle \mathrm {d} G=\mathrm {d} H-S\mathrm {d} T-T\mathrm {d} S}
la quale a temperatura costante diventa:
{\displaystyle \mathrm {d} G=\mathrm {d} H-T\mathrm {d} S}
Riportando l'equazione in termini finiti, esprimendo le variazioni per una reazione chimica, si ottiene:
{\displaystyle \Delta _{\mathrm {r} }G=\Delta _{\mathrm {r} }H-T\Delta _{\mathrm {r} }S}
Se le variazioni vengono valutate allo stato standard e relativamente ad una mole, si ottiene:
{\displaystyle \Delta _{\mathrm {r} }{\hat {G}}^{\circ }=\Delta _{\mathrm {r} }{\hat {H}}^{\circ }-T\Delta _{\mathrm {r} }{\hat {S}}^{\circ }}
Questa espressione indica come viene generalmente calcolata la variazione di energia di Gibbs standard di reazione, ossia a partire dai dati tabulati di entalpia molare standard di reazione ed entropia molare standard di reazione.
L'energia di Gibbs standard di reazione viene utilizzata per predire la direzione di una reazione chimica allo stato standard, ossia la spontaneità termodinamica della reazione. Se {\displaystyle \Delta _{\mathrm {r} }G^{\circ }<0} la reazione sarà esoergonica e quindi spontanea; se {\displaystyle \Delta _{\mathrm {r} }G^{\circ }>0} si ha che la reazione non è spontanea. Se {\displaystyle \Delta _{\mathrm {r} }G^{\circ }=0} si ha che la reazione è all'equilibrio ed è legata alla costante di equilibrio {\displaystyle K_{eq}} dalla seguente relazione: 
{\displaystyle \Delta _{\mathrm {r} }G^{\circ }=-RT\ln K_{eq}}
dove R è la costante dei gas. 

## Relazione con l'energia di Gibbs di formazione
È possibile calcolare l'energia di Gibbs standard di una reazione utilizzando l'energia di Gibbs standard di formazione delle specie chimiche che prendono parte alla reazione. Utilizzando la legge di Hess si può infatti ricavare la seguente relazione:
{\displaystyle \Delta _{\mathrm {r} }G^{\circ }=\sum _{i}\nu _{i}\cdot \Delta _{\mathrm {f} }G_{i}^{\circ }}
dove {\displaystyle \nu _{i}} sono i numeri stechiometrici e {\displaystyle i} le specie chimiche che partecipano alla reazione.
Ad esempio per la seguente reazione di combustione del metano l'energia di Gibbs standard di reazione si può ricavare nel seguente modo:
- {\displaystyle {\ce {CH4(g)\ +\ 2O2(g)\to CO2(g)\ +\ 2H2O(l)}}}

{\displaystyle {\begin{aligned}\Delta _{\mathrm {r} }G^{\circ }&=+1\cdot \Delta _{\mathrm {f} }G^{\circ }(\mathrm {CO_{2}} )+2\cdot \Delta _{\mathrm {f} }G^{\circ }(\mathrm {H_{2}O} )-1\cdot \Delta _{\mathrm {f} }G^{\circ }(\mathrm {CH_{4}} )-2\cdot \Delta _{\mathrm {f} }G^{\circ }(\mathrm {O_{2}} )\\&=+1\cdot (-394.36)+2\cdot (-237.13)-1\cdot (-50.72)-2\cdot (0)=-817.9\;{\frac {\mathrm {kJ} }{\mathrm {mol} }}\end{aligned}}}